# مائع فوق حرج

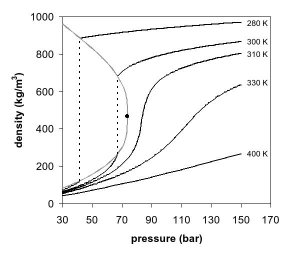
مخطط يبين علاقة كثافة ثاني أكسيد الكربون بضغطه عند مختلف درجات الحرارة، مأخوذ من رسالة دكتوراة في معالجة المبلمرات في الموائع فوق الحرجة.

مخطط أطوار ثاني أكسيد الكربون.

المائع فوق الحرج حالة مادة تتعدى درجة حرارتها درجة الحرارة الحرجة، ويتعدى ضغطها الضغط الحرج.
ولأن المادة لا يمكن أن تأخذ الحالة السائلة فوق درجة حراتها الحرجة، ولا أن تأخذ الحالة الغازية فوق ضغطها الحرج، بالتالي تأخذ حالة متوسطة بين السوائل والغازات لا يمكن التمييز فيها بين طور سائل وطور غاز. يمكن للمائع فوق الحرج أن ينبثق خلال المواد الصلبة تماما كالغاز، ويمكن له أيضا أن يُذيب مواد أخرى تماما كالسائل. إضافة إلى ذلك، بالقرب من النقطة الحرجة، تسبب تغيرات صغيرة - في الضغط أو في درجة الحرارة - تغيرات كبيرة في الكثافة، مما يسمح بـ «تعديل» خواص عديدة للمادة.
الموائع فوق الحرجة تمثل بديلًا مناسبًا للمذيبات العضوية في العديد من العمليات المخبرية والصناعية. وأكثر المواد المستخدمة في الحالة فوق الحرجة ثاني أكسيد الكربون (في عمليات نزع الكافيين) والماء (في عمليات توليد الطاقة).
تتواجد الموائع فوق الحرجة في البراكين المغمورة تحت سطح البحر وفي أجواء بعض الكواكب
تستخدم السوائل فوق الحرجة في مجالات عديدة:
- الكيمياء التحليلية مثل كروماتوغرافيا الموائع فوق الحرجة
- استخلاص المواد المختلفة (الكافئين مثلاُ) بالموائع فوق الحرجة
- التنظيف الجاف
- الصباغة
- التجفيف

وقد تستخدم الموائع فوق الحرجة في محرك الاحتراق الداخلي، حيث تجرى أبحاث بغرض تطبيق السوائل فوق الحرجة في تشغيل محرك احتراق داخلي. طبقا لتلك الفكرة أن تٌرفع درجة حرارة الوقود السائل فوق الدرجة الحرجة قبل حقنها في أسطوانة المحرك. فيصبح الوقود قابلا للاشتعال الذاتي وبذلك يمكن الاستغناء عن شمعة الإشعال. وطبقا لما تورده بعض الوسائل الاعلامية فهناك أمل في خفض استهلاك الوقود إلى 3 لتر/ 100 كيلومتر. كما تعلق آمال على أن تؤدي تلك التقنية إلى تحسين عمليات الاحتراق لأنواع أخرى من الوقود.